# Агашерская война
Агашерская война (также известна как «Рождественская война») — пограничный конфликт между Мали и Буркина-Фасо, произошедший в 1985 году.

## Причины конфликта
Агашерская полоса расположена на северо-востоке Буркина-Фасо и считается богатой природным газом и минеральными ресурсами. Долгое время принадлежность полосы оспаривалась Мали. Обе стороны надеялись, что эксплуатация ресурсов этого региона будет способствовать улучшению их внутренней экономической ситуации .
Некоторые исследователи считают, что конфликт мог быть намеренно спровоцирован, чтобы отвлечь внимание населения обеих стран от внутренних проблем, вызванных возвращением к военному правлению в Буркина-Фасо и растущей непопулярностью военного режима Мусы Траоре в Мали .

## Первый конфликт (1974)
Впервые спор перерос в вооруженный конфликт 25 ноября 1974 года, когда на границе двух стран произошла стычка между пограничниками. В конце декабря на границе произошло ещё несколько перестрелок. Потери с обеих сторон были минимальными . 
Посреднические усилия президентов Того и Нигера Гнасингбе Эйадемы и Сейни Кунче оказались безуспешными, спорадические столкновения продолжились и в начале 1975 года достигли пика. Это побудило Организацию африканского единства создать комиссию для урегулирования кризиса. Посредники рекомендовали создать нейтральную комиссию для демаркации границы. На совещании, состоявшемся 18 июня 1975 года в Ломе, обе стороны приняли это предложение .

## «Рождественская война»
В 1983 году в Верхней Вольте (с 1984 года — Буркина-Фасо) пришёл к власти Тома Санкара, настроенный положить конец пограничному спору. Отношения между двумя странами обострились, когда малийский дипломат Дрисса Кейта был выслан из Буркина-Фасо. Встречи дипломатов обеих стран не привели к разрешению конфликта, и радикальные настроения продолжали расти. Некоторые газеты Буркина-Фасо обвиняли Мали в подготовке вторжения. Мали отвергала эти обвинения и обвиняла Буркина-Фасо в эскалации напряжённости.  
К 1985 году обе страны пережили несколько лет засухи. Дождь, наконец, пришёл в конце 1985 года, но он размыл дороги и мешал распределению продовольствия и медикаментов в регионе. 
В начале декабря Буркина-Фасо проинформировала Мали и другие соседние страны о том, что с 10 по 20 декабря она проводит десятилетнюю национальную перепись населения. 14 декабря военные вошли в район Агашерской полосы для помощи в переписи населения. Мали обвинила военные власти Буркина-Фасо в оказании давления на малийских граждан в приграничных деревнях Дионуга, Себба, Куния и Дуна с целью зарегистрироваться в переписи населения. Дионуга, Себба и Куния находились на буркинской стороне спорной территории, а Дуна находилась под юрисдикцией Мали. В Дионуге граждане Мали забросали камнями переписчиков населения из Буркина-Фасо. В ответ несколько подразделений вооружённых сил Буркина-Фасо были отправлены в три деревни, находящиеся под управлением Буркина-Фасо.
25 декабря, в день католического Рождества, малийская армия начала наступление в Агашерской полосе. Армия Буркина-Фасо перебросила солдат в регион и начала контратаки. Однако малийские войска оказались более подготовленными и провели несколько успешных атак, захватив ряд деревень. Солдаты Буркина-Фасо контратаковали, но понесли большие потери.
Правительство Ливии попыталось договориться со сторонами о прекращении огня 26 декабря, но безуспешно, бои продолжились. Кульминацией боёв стал авиаудар ВВС Мали по рынку в Уахигуя, в результате которого погибли гражданские лица. Вторая попытка добиться перемирия, предпринятая по инициативе правительств Нигерии и Ливии 29 декабря, также не удалась. Лишь 30 декабря стороны пришли к договорённости. В ходе короткой войны погибло, по некоторым оценкам, до 300 человек.

## Последствия
В середине января 1986 года на саммите в Ямусукро Муса Траоре и Томас Санкара согласилась отвести свои войска на довоенные позиции. В феврале состоялся обмен пленными, а в июне были восстановлены дипломатические отношения. Однако причины спора оставались неразрешёнными. Дело было передано в Международный суд ООН.
В своём решении, вынесенном 22 декабря 1986 года, суд разделил 3 000 км² спорной территории почти поровну. Мали получила западную часть Агашера, а Буркина-Фасо — восточную. Президент Траоре назвал решение суда победой «братских народов» Мали и Буркина-Фасо.